# Eric Knight
Eric Oswald Mowbray Knight (Menston, West Yorkshire, 10 april 1897 – Suriname, 15 januari 1943) was een Engelse schrijver die vooral bekendheid kreeg door de creatie van de fictieve collie Lassie. In 1942 verkreeg hij de Amerikaanse nationaliteit.

## Privéleven
Knight werd geboren in Menston, West-Yorkshire, Engeland. Hij was de derde van vier zoons. Zijn vader was Frederic Harrison Knight, een rijke diamantair. Zijn moeder was Marion Hilda (geboren Creasser). Beide ouders waren quakers. In 1899, toen Eric twee jaar oud was, werd zijn vader gedood tijdens de Tweede Boerenoorlog. Zijn moeder verhuisde daarop naar Sint-Petersburg om te werken als gouvernante bij de Koninklijke familie. Later vestigde zij zich in Amerika.
Knight had verscheidene banen, onder andere als journalist voor een krant en scenarioschrijver in Hollywood. Hij deed ook dienst in het Canadese leger tijdens de Eerste Wereldoorlog. Hij trouwde tweemaal. Zijn eerste huwelijk vond plaats op 28 juli 1917. Hij trouwde met Dorothy Caroline Noyes Hall, met haar kreeg hij drie dochters. Later ging het stel uit elkaar. Hij hertrouwde op 2 december 1932 met Jere Brylawski.

## Boeken
In 1936 schreef hij zijn eerste boek Song on Your Bugles. Onder de naam Richard Hallas, schreef hij You Play The Black and The Red Comes Up (1938). Op 17 december 1938 schreef hij een kortverhaal over Lassie in The Saturday Evening Post dat later in 1940 als boek Lassie Come Home werd uitgegeven. In 1943 werd het boek verfilmd door MGM als Lassie Come Home. In 2005 kwam een remake uit onder de naam Lassie.
Zijn boek This Above All over de Tweede Wereldoorlog werd in 1942 verfilmd (This Above All). Een van de laatste boeken van Knight was Sam Small Flies Again, dat opnieuw uitgegeven werd in 1948 onder de naam The Flying Yorkshireman.

## Overlijden
Knight kwam in 1943 om het leven bij een vliegtuigcrash  in Suriname. Hij diende op dat moment als majoor in de United States Army.